# Kometnik-Zubići
Kometnik-Zubići is een plaats in de gemeente Voćin in de Kroatische provincie Virovitica-Podravina. De plaats telt 13 inwoners (2001).